# Glaceren (koken)

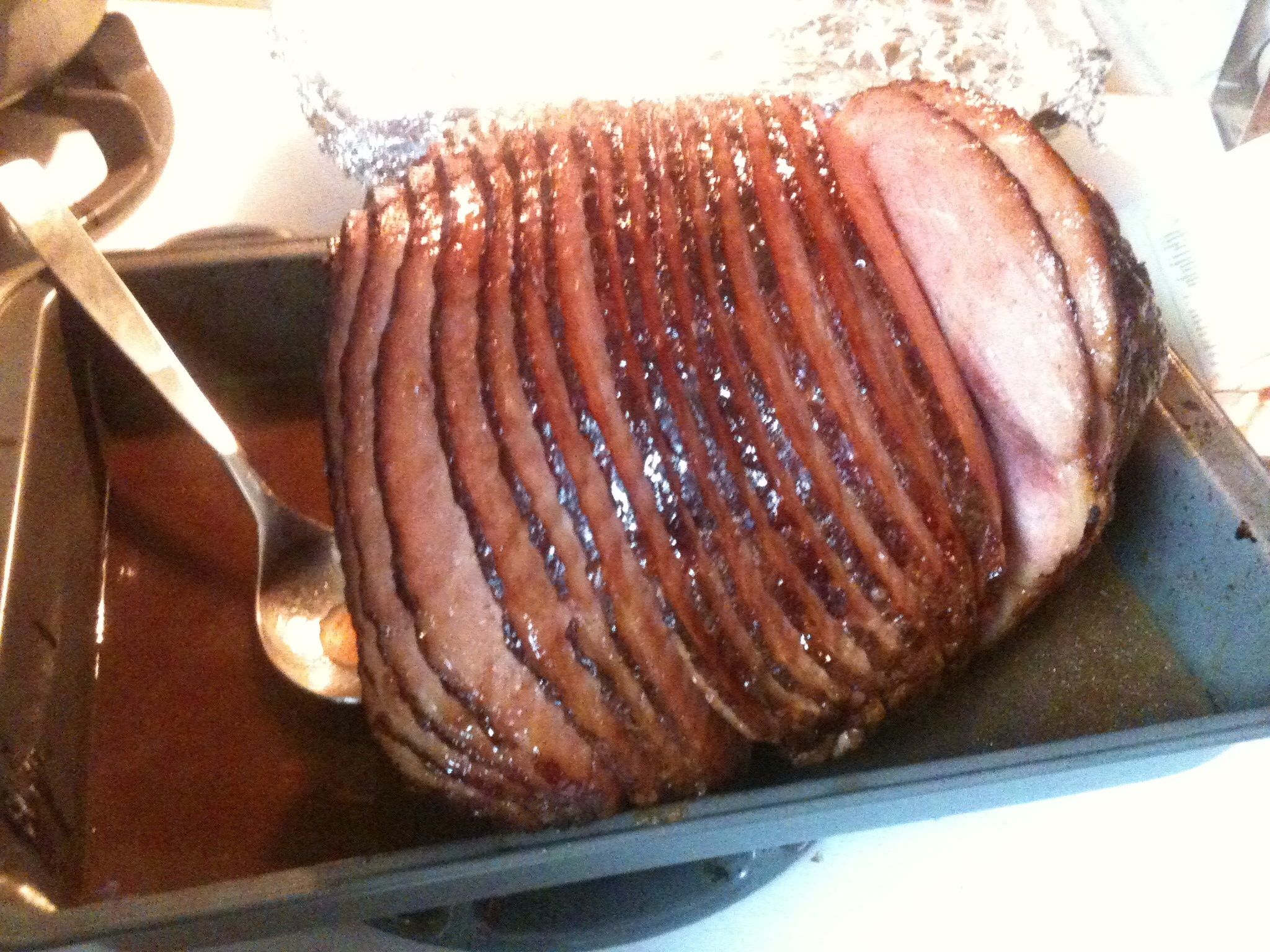
Geglaceerde plakjes ham

Glaceren is een kooktechniek waarbij een product wordt voorzien van een glanzend laagje. De glaceertechniek kan bijvoorbeeld gebruikt worden voor kip of eend. Door bijvoorbeeld honing te smeren op de kip/eend zal die na het bereiden in de grill of in de oven een glanzend en knapperig laagje krijgen. Glaceren wordt daarnaast toegepast bij groenten zoals wortel. Ook zoete gerechten kunnen geglaceerd worden. Een voorbeeld is een donut die eerst wordt gedipt in een mengsel van water en poedersuiker. 
Na het glaceren kan kruiderij, grof zeezout of zoetigheden toegevoegd worden; dit blijft plakken en zorgt voor een krokant laagje. 